# Dipartimento di Rancul
Rancul è un dipartimento argentino, situato nella parte nord della provincia di La Pampa, con capoluogo nella città di Parera.
Esso confina a nord con la provincia di Córdoba, ad est con i dipartimenti di Realicó e Trenel, a sud con quello di Conhelo e ad ovest con la provincia di San Luis.
Secondo il censimento del 2001, su un territorio di 4.933 km², la popolazione ammontava a 10.648 abitanti, con un aumento demografico del 7,09% rispetto al censimento del 1991.
Il dipartimento comprende per intero il comune di Rancul; e parte dei comuni di Caleufú, La Maruja e Parera (incluse le città sedi municipali). Inoltre fa interamente parte del dipartimento anche la comisión de fomento di Quetrequén, e parte di quella di Pichi Huinca, la cui sede municipale però si trova in un altro dipartimento.